# Mathew Brady
Pour les articles homonymes, voir Brady.
Mathew B. Brady, né le 18 mai 1822 dans le comté de Warren (État de New York) et mort le 15 janvier 1896 à Manhattan, est un photographe américain actif pendant la guerre de Sécession, et l'un des tout premiers photographes de guerre.

## Biographie
Mathew Brady a suivi des études artistiques, se liant d'amitié avec des personnages comme Samuel Morse. Il fit un voyage en Europe lors duquel il rencontra notamment l'inventeur du daguerréotype, Louis Daguerre. Ce cursus le prédestinait visiblement à la photographie.
À 17 ans, il s'établit à New York. En 1862, il présenta une exposition des photographies de la bataille d'Antietam, avec la description des cadavres sanglants, une chose nouvelle aux États-Unis. Il est considéré comme étant l'un des meilleurs photographes à avoir couvert la guerre de Sécession, photographiant les plus célèbres batailles de cette époque, comme celle de Bull Run, où il manqua d'être tué.
Deux membres de son équipe, Alexander Gardner et Timothy O'Sullivan réalisent A Harvest of Death, qui compte parmi les représentations les plus fameuses de la guerre de Sécession. Publiée dans la première anthologie américaine de photographies, le Photographic Sketch Book of the War d'Alexander Gardner, en 1865, elle fait partie d'une série de dix planches photographiques de la bataille de Gettysburg, dont huit ont été réalisées par Timothy H. O'Sullivan.
Mathew Brady fut également un photographe quasiment officiel du président Abraham Lincoln dont de nombreux portraits proviennent de son travail.
Il termina sa vie seul, sans avoir vraiment eu droit à une reconnaissance de la part de la société.

« Mon plus grand objectif dans la vie a été de faire évoluer l'art de la photographie afin de faire de lui ce dont j'ai toujours rêvé, un grand et honnête témoignage de l'Histoire. »

— Mathew Brady

## Photographies

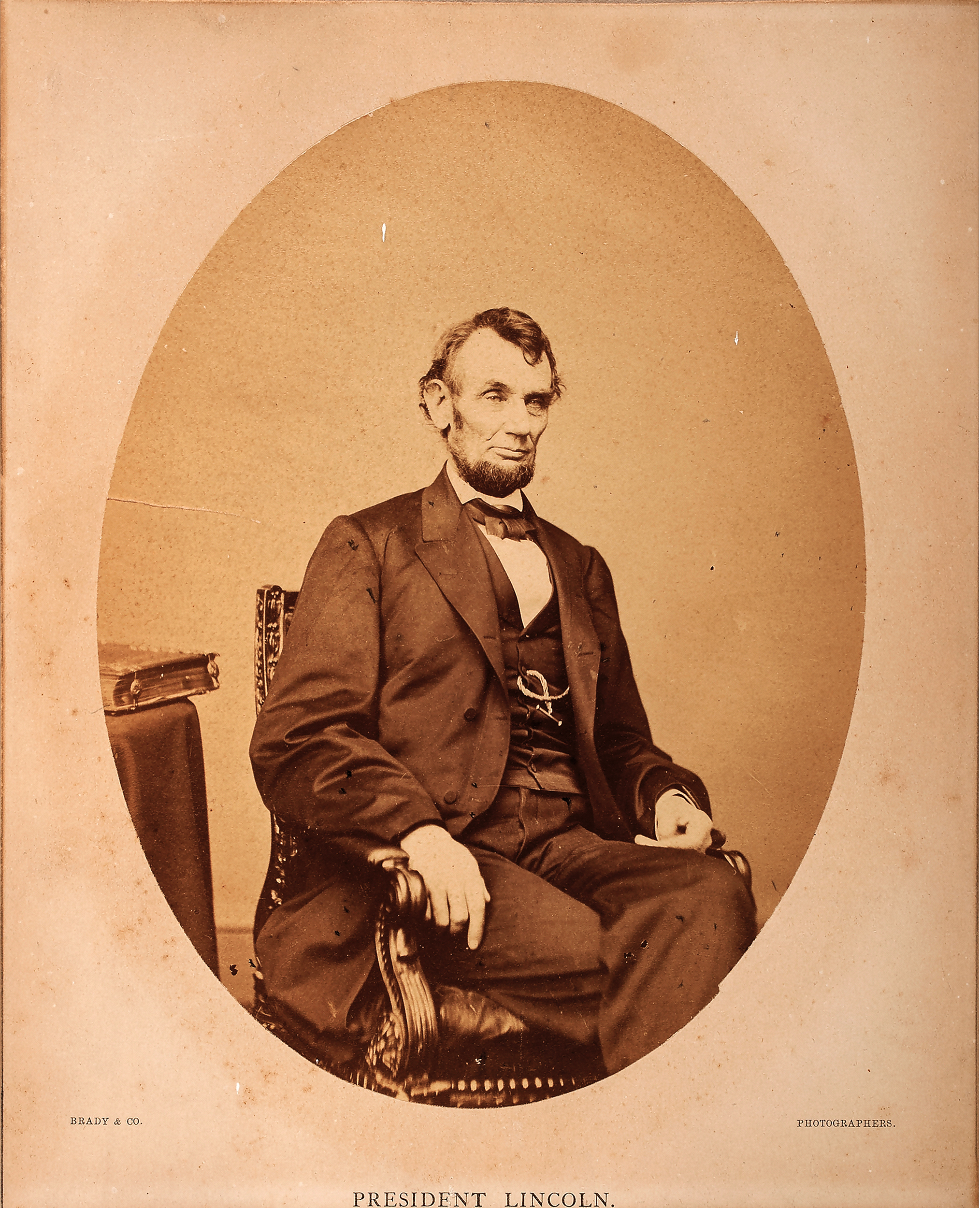
Abraham Lincoln par Mathew Brady.

On estime à environ 8 000 le nombre de planches réalisées par Mathew lors de la guerre. Le Congrès achète ces fonds en 1871. Outre les photographies de la guerre, Mathew s'est également spécialisé dans les portraits, notamment ceux du président Lincoln. Il photographia aussi des montgolfières, des officiers, ou même de simples civils, donnant ainsi une image plus complète du conflit.

## Postérité
On retrouve le personnage de Mathew Brady dans l'album de bande dessinée Des Bleus en noir et blanc (Les Tuniques bleues). Il est également cité dans le western La Rivière de nos amours (1955). Le photographe et son portrait de Lincoln figurent également dans le roman de W.J. Weatherby, Les danseurs de Lune (1983).